# Santon
Santon je čtvrtý ze šesti stupňů svrchní křídy, nejmladší epochy druhohorní éry. Toto období je datováno do doby před 86,3 ± 0,5 až 83,6 ± 0,2 milionu let. Šlo tedy o poměrně krátké období, trvající jen kolem 2,7 milionu let. Podle Mezinárodní stratigrafické komise vyznačuje počátek tohoto období přítomnost mlže druhu Cladoceramus undulatoplicatus, jeho konec naopak vyhynutí lilijice druhu Marsupites testudinarius. Santonu předcházel coniak a následoval ho campan.

## Obratlovci

### †Ankylosauři
| Ankylosauři období Santonu | Ankylosauři období Santonu | Ankylosauři období Santonu | Ankylosauři období Santonu                       | Ankylosauři období Santonu |
| Taxony                     | Výskyt                     | Místo                      | Popis                                            | Obrázky                    |
| -------------------------- | -------------------------- | -------------------------- | ------------------------------------------------ | -------------------------- |
| - Hungarosaurus            |                            | Maďarsko                   | Středně velký „obrněný“ dinosaurus.              |                            |
| - Pinacosaurus             |                            | Mongolsko                  | Středně velký „obrněný“ dinosaurus.              |                            |
| - Tsagantegia              |                            | Mongolsko                  | Velký mongolský ankylosaur.                      |                            |
| - Acantholipan             |                            | Mexiko                     | Jeden z mála známých rodů mexických nodosauridů. |                            |

### Ptáci
| Ptáci období Santonu | Ptáci období Santonu | Ptáci období Santonu | Ptáci období Santonu | Ptáci období Santonu |
| Taxony               | Výskyt               | Místo                | Popis                | Obrázky              |
| -------------------- | -------------------- | -------------------- | -------------------- | -------------------- |
| - Neuquenornis       |                      | Argentina            |                      |                      |
| - Parahesperornis    |                      | USA                  |                      |                      |

### Chrupavčité ryby
| Chrupavčité ryby období Santonu | Chrupavčité ryby období Santonu | Chrupavčité ryby období Santonu | Chrupavčité ryby období Santonu | Chrupavčité ryby období Santonu |
| Taxony                          | Výskyt                          | Místo                           | Popis                           | Obrázky                         |
| ------------------------------- | ------------------------------- | ------------------------------- | ------------------------------- | ------------------------------- |
| - †Hexanchus microdon           |                                 |                                 |                                 |                                 |
| - †Notidanodon                  |                                 |                                 |                                 |                                 |
| - †Notidanoides                 |                                 |                                 |                                 |                                 |

### †Ceratopsové
| Ceratopsové santonu | Ceratopsové santonu | Ceratopsové santonu | Ceratopsové santonu | Ceratopsové santonu |
| Taxony              | Výskyt              | Místo               | Popis               | Obrázky             |
| ------------------- | ------------------- | ------------------- | ------------------- | ------------------- |
| - †Ajkaceratops     |                     | Maďarsko            |                     |                     |
| - Craspedodon       |                     | Belgie              |                     |                     |
| - Graciliceratops   |                     | Mongolsko           |                     |                     |
| - Gryphognathus     |                     | Kanada              |                     |                     |
| - Udanoceratops     |                     | Mongolsko           |                     |                     |

### Krokodylomorfové
| Krokodylomorfové období Santonu | Krokodylomorfové období Santonu | Krokodylomorfové období Santonu | Krokodylomorfové období Santonu | Krokodylomorfové období Santonu |
| Taxony                          | Výskyt                          | Místo                           | Popis                           | Obrázky                         |
| ------------------------------- | ------------------------------- | ------------------------------- | ------------------------------- | ------------------------------- |
| - †Notosuchus                   |                                 |                                 |                                 |                                 |
| - †Shamosuchus                  |                                 |                                 |                                 |                                 |

### Savci
| Savci období Santonu                       | Savci období Santonu | Savci období Santonu | Savci období Santonu | Savci období Santonu |
| Taxony                                     | Výskyt               | Místo                | Popis                | Obrázky              |
| ------------------------------------------ | -------------------- | -------------------- | -------------------- | -------------------- |
| - Paracimexomys 1. †Paracimexomys magister |                      |                      |                      |                      |

### †Ornithopoda
| Ornitopodi období Santonu | Ornitopodi období Santonu | Ornitopodi období Santonu | Ornitopodi období Santonu | Ornitopodi období Santonu |
| Taxony                    | Výskyt                    | Místo                     | Popis                     | Obrázky                   |
| ------------------------- | ------------------------- | ------------------------- | ------------------------- | ------------------------- |
| - †Arstanosaurus          |                           | Kazachstán                |                           |                           |
| - †Claosaurus             |                           | Kansas, USA               |                           |                           |
| - †Gryposaurus            |                           | USA, Kanada               |                           |                           |
| - †Huehuecanauhtlus       |                           | Mexiko                    |                           |                           |
| - †Nipponosaurus          |                           | Sachalin, Rusko           |                           |                           |

### †Plesiosauři
| Plesiosauři období Santonu | Plesiosauři období Santonu | Plesiosauři období Santonu | Plesiosauři období Santonu | Plesiosauři období Santonu |
| Taxony                     | Výskyt                     | Místo                      | Popis                      | Obrázky                    |
| -------------------------- | -------------------------- | -------------------------- | -------------------------- | -------------------------- |
| - †Dolichorhynchops        | Dolichorhynchops osborni   | Fort Hays, Kansas, USA     |                            |                            |

### †Ptakoještěři
| Ptakoještěři období Santonu | Ptakoještěři období Santonu | Ptakoještěři období Santonu | Ptakoještěři období Santonu | Ptakoještěři období Santonu |
| Taxony                      | Výskyt                      | Místo                       | Popis                       | Obrázky                     |
| --------------------------- | --------------------------- | --------------------------- | --------------------------- | --------------------------- |
| - †Aralazhdarcho            |                             | Kazachstán                  |                             |                             |
| - †Bakonydraco              |                             | Maďarsko                    |                             |                             |

### †Sauropodi
| Sauropodi období Santonu | Sauropodi období Santonu | Sauropodi období Santonu | Sauropodi období Santonu          | Sauropodi období Santonu |
| Taxony                   | Výskyt                   | Místo                    | Popis                             | Obrázky                  |
| ------------------------ | ------------------------ | ------------------------ | --------------------------------- | ------------------------ |
| - †Petrobrasaurus        |                          | Argentina                |                                   |                          |
| - †Quaesitosaurus        |                          | Mongolsko                | Obří sauropod, délka až 23 metrů. |                          |

### Šupinatí plazi
| Squamata období Santonu                  | Squamata období Santonu | Squamata období Santonu | Squamata období Santonu | Squamata období Santonu |
| Taxony                                   | Výskyt                  | Místo                   | Popis                   | Obrázky                 |
| ---------------------------------------- | ----------------------- | ----------------------- | ----------------------- | ----------------------- |
| †Eonatator                               |                         |                         |                         |                         |
| - Madtsoia 1. †Madtsoia madagascariensis |                         |                         |                         |                         |
| †Tylosaurus                              |                         |                         |                         |                         |

### †Teropodi (neptačí)
| †Neptačí teropodi období Santonu | †Neptačí teropodi období Santonu | †Neptačí teropodi období Santonu | †Neptačí teropodi období Santonu                | †Neptačí teropodi období Santonu |
| Taxony                           | Výskyt                           | Místo                            | Popis                                           | Obrázky                          |
| -------------------------------- | -------------------------------- | -------------------------------- | ----------------------------------------------- | -------------------------------- |
| Achillesaurus                    |                                  | Argentina                        |                                                 |                                  |
| †Achillobator                    |                                  | Mongolsko                        |                                                 |                                  |
| †Alectrosaurus                   |                                  | Vnitřní Mongolsko, Čína          |                                                 |                                  |
| †Apatornis                       |                                  | USA                              |                                                 |                                  |
| †Aucasaurus                      |                                  | Argentina                        | Mohutný abelisaurid.                            |                                  |
| †Oviraptor                       |                                  | Mongolsko                        | Menší opeřený teropod, zřejmě seděl na vejcích. |                                  |
| †Patagopteryx                    |                                  | Mongolsko                        |                                                 |                                  |
| †Saurornithoides                 |                                  | Mongolsko                        |                                                 |                                  |

## Rostliny

### Magnoliopsida
Vývojově odvozené dvouděložné
- Droseraceae: †Palaeoaldrovanda